# Jardim Zoológico de Niterói
O Jardim Zoológico de Niterói, administrado pela Fundação Jardim Zoológico de Niterói - ZooNit, era o estabelecimento de pesquisa, guarda e exibição pública de animais silvestres na cidade de Niterói, região metropolitana do Rio de Janeiro, no bairro do Fonseca. Foi dos principais pontos de visitação da cidade, contando com uma variedade de espécies, dentre elas: jacarés, corujas, tartarugas, pinguins, pavões, macacos, grandes felinos, etc. Era referência no tratamento e reabilitação de animais.

## Fechamento
Em 2011 o Jardim Zoológico de Niterói foi enfim fechado após uma série de ações do Ibama para impedir sua permanência. O zoológico teve seus pedidos de licença para funcionar negados desde 1989 por comportar uma série de irregularidades. As instalações se encontravam e mau estado de conservação, além de serem consideradas inadequadas para o bem estar dos animais por serem pequenas e mal iluminadas.
Um dos leões, Yuri, após ser removido para Brasília em Fevereiro sob ordem do IBAMA logo foi sacrificado pelo zoológico local, alegando este que o animal possuía uma série de doenças, dentre elas, a FIV (imunodeficiência felina), causando revolta na direção da ZooNit. Em Abril, ONGS e entidades protetoras dos animais solicitaram a retirada de uma grande atração do Zoo, o chimpanzé Jimmy, alegando que o animal necessitava de companhia de sua espécie e de um local mais espaçoso. Em maio, tartarugas e jabutis foram retirados do local por fiscais do IBAMA e doados para um criadouro no Paraná, apesar de a ZooNit ter entrado com uma liminar contra a ação. De Fevereiro a Julho, os 5 leões mantidos em Niterói foram sendo removidos gradualmente para o zoológico de Brasília (como o Yuri citado acima) sendo que um dos leões, Dengo, permaneceu em Niterói durante 5 meses. Separado de sua companheira, a leoa Elza, teve depressão e perda de peso. Em julho, Dengo finalmente foi transferido para Brasília onde reencontrou sua companheira de jaula, tendo uma melhora na saúde, apesar de ter sido constatado que ele também possuía a FIV. Em agosto, foi proposto que Dengo enfim fosse enviado para um santuário ecológico em São Paulo por conta de sua idade avançada e sua saúde debilitada.
Durante o processo de retirada dos animais, a então presidente da ZooNit, Giselda Candiott, entrou com ação na justiça contra o Ibama , reuniu-se com vereadores de Niterói e pediu apoio da população contra o fechamento, mas não teve efeito frente ao estado em que o zoológico se encontrava há muitos anos. Em julho, com a remoção de Dengo e dos animais restantes, dentre eles jabutis, araras, macacos-pregos e corujas, o Jardim Zoológico de Niterói encerrou suas atividades.
Em Outubro de 2013, a ex-presidente da fundação ZooNit, Giselda Candiott, e seu marido, foram presos acusados de tráfico internacional, contrabando e apropriação indevida de animais.

## Atualmente
Foi inaugurado em 22 de Novembro de 2015 no local onde antes existia o zoológico um skatepark de 2500 km², sendo o 3° maior do país, com ambiente arborizado e espaços dedicados ao uso do skate, bicicleta, patins, patinete, etc., área de lazer, playgrounds e aparelhos de exercício abertos ao público. Após a revitalização a população do bairro do Fonseca e de outros bairros próximos voltou a frequentar o local e agora é  um dos principais pontos de encontros entre jovens da cidade.